# Esporte Clube Bahia
Esporte clube Bahia er en brasiliansk fodboldklub som ligger i den bedste brasilianske række, Brasileirão. Esporte Clube Bahia har bl.a. huset stjerner som Jorge Wagner, Uéslei og Dani Alves.

## Titler
Nationale
- Campeonato Brasileiro Série A: (2) 1959, 1988

Regionale
- Copa do Nordeste: (4) 2001, 2002, 2017, 2021

Statslige
- Campeonato Baiano: (50) 1931, 1933, 1934, 1936, 1938, 1940, 1944, 1945, 1947, 1948, 1949, 1950, 1952, 1954, 1956, 1958, 1959, 1960, 1961, 1962, 1967, 1970, 1971, 1973, 1974, 1975, 1976, 1977, 1978, 1979, 1981, 1982, 1983, 1984, 1986, 1987, 1988, 1991, 1993, 1994, 1998, 1999, 2001, 2012, 2014, 2015, 2018, 2019, 2020, 2023

## Historiske slutplaceringer
| Sæson | Niveau | Liga                          | Placering | Kilde  | Notering |
| ----- | ------ | ----------------------------- | --------- | ------ | -------- |
|       |        |                               |           |        |          |
| 2025  | 1.     | Campeonato Brasileiro Série A | .         | [ 1 ]  |          |
|       |        |                               |           |        |          |
| 2024  | 1.     | Campeonato Brasileiro Série A | 8.        | [ 2 ]  |          |
|       |        |                               |           |        |          |
| 2023  | 1.     | Campeonato Brasileiro Série A | 16.       | [ 3 ]  |          |
|       |        |                               |           |        |          |
| 2022  | 2.     | Campeonato Brasileiro Série B | 3.        | [ 4 ]  |          |
|       |        |                               |           |        |          |
| 2021  | 1.     | Campeonato Brasileiro Série A | 18.       | [ 5 ]  |          |
|       |        |                               |           |        |          |
| 2020  | 1.     | Campeonato Brasileiro Série A | 14.       | [ 6 ]  |          |
|       |        |                               |           |        |          |
| 2019  | 1.     | Campeonato Brasileiro Série A | 12.       | [ 7 ]  |          |
|       |        |                               |           |        |          |
| 2018  | 1.     | Campeonato Brasileiro Série A | 11.       | [ 8 ]  |          |
|       |        |                               |           |        |          |
| 2017  | 1.     | Campeonato Brasileiro Série A | 12.       | [ 9 ]  |          |
|       |        |                               |           |        |          |
| 2016  | 2.     | Campeonato Brasileiro Série B | 4.        | [ 10 ] |          |
|       |        |                               |           |        |          |
| 2015  | 2.     | Campeonato Brasileiro Série B | 9.        | [ 11 ] |          |
|       |        |                               |           |        |          |
| 2014  | 1.     | Campeonato Brasileiro Série A | 18.       | [ 12 ] |          |
|       |        |                               |           |        |          |
| 2013  | 1.     | Campeonato Brasileiro Série A | 14.       | [ 13 ] |          |
|       |        |                               |           |        |          |
| 2012  | 1.     | Campeonato Brasileiro Série A | 15.       | [ 14 ] |          |
|       |        |                               |           |        |          |
| 2011  | 1.     | Campeonato Brasileiro Série A | 14.       | [ 15 ] |          |
|       |        |                               |           |        |          |
| 2010  | 2.     | Campeonato Brasileiro Série B | 3.        | [ 16 ] |          |
|       |        |                               |           |        |          |